# 新米科拉伊夫卡 (別里斯拉夫區)
47°20′34″N 33°29′41″E / 47.34278°N 33.49472°E
新米科拉伊夫卡（烏克蘭語：Новомиколаївка）是位於烏克蘭南部的村莊，由赫爾松州貝里斯拉夫區的維索科皮利亞市鎮負責管轄。該村面積16平方公里，海拔高度80米，2001年人口792，人口密度每平方公里49.4人。